# 穆成虎
穆成虎，順天密雲縣人，清朝軍事將領、同武進士出身。
同治六年，鄉試中舉；同治十三年，參加會試。光緒二年（1876年），參加丙子恩科殿試，登進士，授以衛守備用。